# Grammitis anfractuosa
Grammitis anfractuosa là một loài dương xỉ trong họ Polypodiaceae. Loài này được Kunze ex Klotzsch Proctor mô tả khoa học đầu tiên năm 1961.